# Palais Besenval

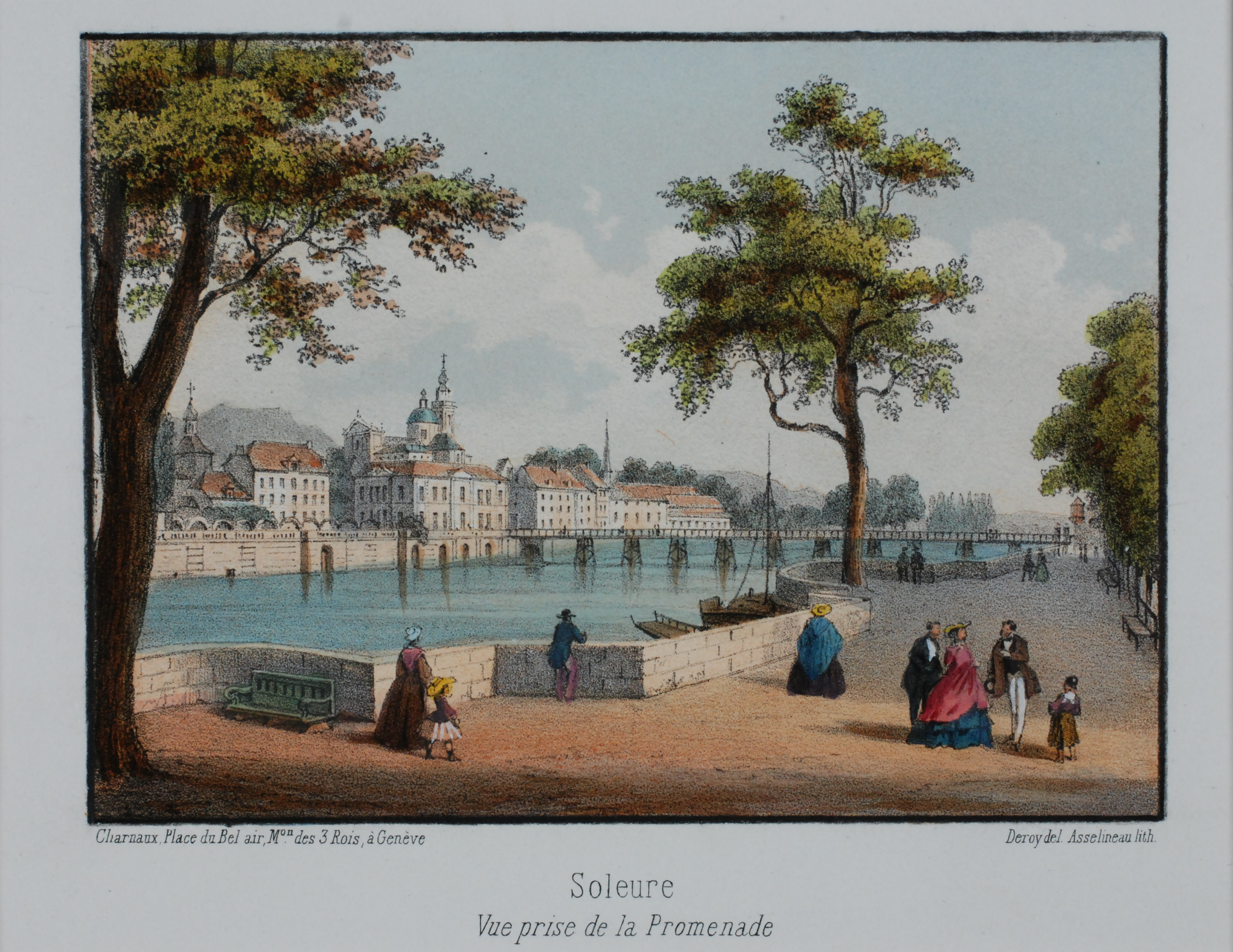
Le Palais devant la Cathédrale Saint-Ours et Saint-Victor, vers 1850

Le Palais Besenval est un palais baroque situé à la Kronengasse 1 à Soleure.

## Histoire
Le palais porte le nom des frères Jean Victor de Besenval de Brünstatt (1671-1736) et Peter Joseph Besenval (1675-1736), au nom desquels le bâtiment a été construit. Il a été construit entre 1703 et 1706 sur le modèle des maisons nobles françaises, comme un hôtel entre cour et jardin sur l’Aar. Le complexe est constitué d'une cour d’honneur, d'un corps principal et d'un corps de style baroque. La façade sud du palais de deux étages, qui fait face à l'Aar, est conçue de manière presque symétrique.
Après la mort des frères Besenval en 1736, le palais passa à Maria Johanna Margaritha Viktoria Besenval (1704-1793), fille de Peter Joseph. Elle épouse le futur maire Franz Victor Augustin von Roll (1700-1773), grâce auquel le palais rejoint la famille von Roll. Leur fils unique Franz Joseph von Roll (1743-1815) a repris l'héritage en 1793 et l'a transmis à son plus jeune fils Friedrich von Roll (1773-1845) en 1815. À l'époque des von Roll, les armoiries de Besenval sur le pignon de la façade sud ont probablement été retirées.
Le canton de Soleure acheta la propriété en 1829 et le bâtiment devint la résidence de l'évêque de Bâle. Celui a résidé dans le palais jusqu'au "Kulturkampf" en 1873. À partir de 1879, il a servi de maison des étudiants de l'école cantonale de Soleure. Après une discussion publique sur une éventuelle démolition, le bâtiment a été rénové et restauré de 1950 à 1952, puis utilisé par l'administration cantonale. En 1988/89, le palais a été rénové pour être transformé en centre culturel cantonal. Reconstruit en 2005/06, il a depuis été utilisé comme restaurant et centre de séminaires. Avant cette reconstruction, une étude archéologique du site avait été réalisée, révélant une partie de la muraille médiévale.

## Sources secondaires
- (de) Stefan Blank, Markus Hochstrasser: Die Kunstdenkmäler des Kantons Solothurn, Band II: Die Stadt Solothurn II: Profanbauten. In: Die Kunstdenkmäler der Schweiz, vol.113, GSK, Berne, 2008.  (ISBN 978-3-906131-88-7) Chapitre "Kronengasse 1: Palais Besenval", p.178–185
- (de) Andrea Nold et al.: Archäologische Ausgrabungen im Garten des Palais Besenval in Solothurn: Ein Quartier an der Aare vom Mittelalter bis in die Neuzeit. In: Beiträge zu Archäologie und Denkmalpflege im Kanton Solothurn. Amt für Denkmalpflege und Archäologie, Soleure 2009.  (ISBN 978-3-9523216-3-8) online